# Rue Saint-Hilaire (Toulouse)
Pour les articles homonymes, voir Rue Saint-Hilaire.
La rue Saint-Hilaire (en occitan : carrièra de Sant Alari) est une voie de Toulouse, chef-lieu de la région Occitanie, dans le Midi de la France.

## Situation et accès

### Description
La rue Saint-Hilaire est une voie publique de Toulouse. Elle se trouve au cœur du quartier des Chalets.
La chaussée compte une seule voie de circulation automobile en sens unique, du boulevard Matabiau vers la rue de la Concorde. Elle appartient à une zone 30 et la vitesse y est limitée à 30 km/h. Il n'existe pas de bande, ni de piste cyclable, quoiqu'elle soit à double-sens cyclable sur toute sa longueur.

### Voies rencontrées
La rue Saint-Hilaire rencontre les voies suivantes, dans l'ordre des numéros croissants (« g » indique que la rue se situe à gauche, « d » à droite) :
1. Rue des Chalets
2. Rue Saint-Dominique (d)
3. Rue Robert-Borios (d)
4. Rue du Printemps

### Transports
La rue Saint-Hilaire n'est pas directement desservie par les transports en commun Tisséo. Elle est cependant proche du boulevard Matabiau, où se trouvent les arrêts des lignes de bus 1527. Au sud, le boulevard d'Arcole est parcouru par les lignes de Linéo L1L14 et de bus 294570.
Les stations de vélos en libre-service VélôToulouse les plus proches sont les stations no 92 (31 rue des Chalets) et no 93 (57 rue du Printemps).

## Odonymie
La rue est nommée en l'honneur d'Hilaire, évêque de Toulouse du IVe siècle, auquel la tradition chrétienne attribue la construction du premier martyrium en l'honneur de l'évêque et martyr Saturnin – la future basilique Saint-Sernin.
D'ailleurs, plusieurs rues des quartiers Matabiau et des Chalets, percées au XIXe siècle, portent ou ont porté le nom de saints et de saintes des premiers siècles du christianisme liés à Toulouse et à sa région : la rue Saint-Dominique, la rue Saint-Érembert (actuelle rue Robert-Borios), la rue Saint-Germier, la rue Saint-Honest, la rue Saint-Honoré (actuelle rue Édouard-Dulaurier), la rue Saint-Hubert, la rue Saint-Lazare (actuelle rue Claire-Pauilhac), la rue Sainte-Marthe, la rue Saint-Orens, la rue Saint-Papoul et la rue Saint-Sylvain (actuelle rue Joseph-Bosc).